# Sleeps Society
Sleeps Society (стилизовано прописными буквами) — пятый студийный альбом британской металкор-группы While She Sleeps. Он был выпущен 16 апреля 2021 года на независимом лейбле группы Sleeps Brothers в сотрудничестве с Search and Destroy, Spinefarm Records и Universal Music. Продюсерами альбома выступили Карл Баун и Шон Лонг, ведущий гитарист группы.

## История
15 октября 2020 года группа выпустила первый сингл и заглавный трек «Sleeps Society» вместе с сопроводительным клипом. В тот же день группа анонсировала сам альбом, его обложку и дату выхода. Также группа представила новый сервис подписки для участников под названием Sleeps Society на платформе Patreon. Благодаря этому сервису фанаты смогут делать ежемесячные пожертвования в пользу группы, а те, в свою очередь, получат доступ к эксклюзивным привилегиям, таким как мерчандайз, секретные шоу, ранний доступ к билетам, подкасты, игры, советы и многое другое.
7 февраля 2021 года группа выпустила второй сингл «You Are All You Need», дебют которого состоялся на рок-шоу Дэниела П. Картера на BBC Radio 1. В то же время группа обнародовала официальный трек-лист альбома. Гитарист Шон Лонг так прокомментировал трек: «Нам каким-то образом удалось вложить достаточно личного вдохновения от каждого участника, чтобы он с лёгкостью воплотил „звучание Sleeps“». 18 марта, за месяц до выхода альбома, группа выпустила третий сингл «Nervous» с участием Саймона Нейла из группы Biffy Clyro и соответствующее музыкальное видео. 14 апреля 2022 года группа выпустила четвёртый сингл «Eye to Eye», а также анонсировала делюксовое издание альбома, которое должно выйти 3 июня. В то же время группа официально представила обложку альбома и трек-лист.

## Отзывы
| Оценки критиков | Оценки критиков |
| Источник        | Оценка          |
| --------------- | --------------- |
| Dead Press!     | [ 12 ]          |
| Distorted Sound | 9/10            |
| The Guardian    | [ 14 ]          |
| Kerrang!        | [ 15 ]          |
| Louder Sound    | [ 16 ]          |
| Rock Sins       | 8/10            |
| Wall of Sound   | 9.5/10          |

Альбом получил положительные отзывы от музыкальных критиков. Дэймон Тейлор из Dead Press! положительно оценил альбом, назвав его: «Это достойная запись альбома, который, по общему признанию, не мог бы быть создан без непостижимой и неустанной поддержки фанбазы — нет, сообщества, которое они взрастили. Широкий по охвату, но отказывающийся стать жертвой контроля качества, Sleeps Society является не только эталонным предложением While She Sleeps, но и тем, что ставит их ближе к авангарду британского металкора».
Distorted Sound оценил альбом в 9 баллов из 10 и сказал: «WHILE SHE SLEEPS — это группа, которая способна использовать свою собственную трепетную связь, чтобы объединить массы. Sleeps Society ощущается как гостеприимное эйфорическое тёплое объятие. Они укрепили фундамент, заложенный в So What?, и усовершенствовали формулу как в звуковом, так и в лирическом плане. Это великолепное достижение, которое должно стать знаковым альбомом для группы. Если вы хотите почувствовать, что вы не одиноки, добро пожаловать в Sleeps Society». Бен Бомонт-Томас из The Guardian положительно отнёсся к релизу, заявив: «Социальное дистанцирование может скоро закончиться, но это термин, который, кажется, определяет Великобританию, измученную проблемами одиночества, неравенства и разделения. А поскольку право на протест также находится под угрозой, призывы While She Sleeps к единству и сопротивлению имеют реальную силу и являются ещё одним примером того, что лучшая поп-музыка Великобритании сейчас зачастую является самой громкой». Пол Трэверс из Kerrang! оценил релиз как «…знакомую энергию, подпитываемую риффами, и гимнические крюки, но приправил их звуковое рагу несколькими новыми ингредиентами».
Дэнни Ливерс, написавшая для Louder Sound, назвала альбом «…посланием любви к себе: осознания своей ценности в тот момент, когда психическое здоровье находится в заднице, а люди полны сомнений и страха за будущее. Все это делает Sleeps Society альбомом, очень подходящим для этих неспокойных времён, от группы, в которую мы можем продолжать верить». Сэм Дигнон из Rock Sins оценил альбом в 8 баллов из 10 и сказал: «Определённо, Sleeps Society — это ещё один фантастический альбом While She Sleeps, который показывает, насколько важными для группы могут быть независимость и творческая свобода. Даже если не все получается, это альбом, в который они вложили все силы, и каждый участник чувствует себя на вершине своей игры». Wall of Sound поставил альбому почти идеальную оценку 9,5/10 и сказал: «Sleeps Society удаётся быть столькими вещами в 11 песнях — вдохновляющими, яростными, мрачными и эмоциональными, и это только некоторые из них. В то же время создаётся ощущение, что он создан специально для вас, что группа написала альбом для вас и только для вас. Эта группа очень велика, это их пятый альбом, и у него такое отполированное звучание. Но он все равно остаётся таким же интимным и личным, как если бы его выпустила гораздо меньшая группа — в начале своей карьеры. Я не могу вспомнить, когда в последний раз альбом был настолько личным для меня, может быть, что-то от группы, поклонником которой я являюсь уже долгое время, но прочувствовать альбом настолько лично, будучи новым слушателем группы, просто невероятно. Я бы не отказался от этого альбома в прошлом году, когда боролся со своим психическим здоровьем, но теперь он у меня есть, и я знаю, что он поможет мне в следующий раз, когда я почувствую себя дерьмово».
Альбом был выбран журналом Loudwire как 40-й лучший рок/метал-альбом 2021 года.

## Список композиций
Все тексты написаны While She Sleeps, вся музыка написана While She Sleeps.
| №                   | Название                                                       | Длительность |
| ------------------- | -------------------------------------------------------------- | ------------ |
| 1.                  | «Enlightenment(?)»                                             | 5:02         |
| 2.                  | «You Are All You Need»                                         | 3:28         |
| 3.                  | «Systematic»                                                   | 2:56         |
| 4.                  | «Nervous» (при участии Саймона Нила из Biffy Clyro)            | 4:06         |
| 5.                  | «Pyai»                                                         | 1:54         |
| 6.                  | «Know Your Worth (Somebody)»                                   | 4:37         |
| 7.                  | «No Defeat for the Brave» (при участии Дерика Уибли из Sum 41) | 4:12         |
| 8.                  | «Division Street»                                              | 3:34         |
| 9.                  | «Sleeps Society»                                               | 3:19         |
| 10.                 | «Call of the Void» (при участии Sleeps Society)                | 4:11         |
| 11.                 | «The End»                                                      | 7:03         |
| Общая длительность: | Общая длительность:                                            | 44:28        |

| №                   | Название                                                                           | Длительность |
| ------------------- | ---------------------------------------------------------------------------------- | ------------ |
| 1.                  | «Enlightenment(?)»                                                                 | 5:02         |
| 2.                  | «You Are All You Need»                                                             | 3:28         |
| 3.                  | «Systematic» (новая версия; при участии Раутона «Рау» Рейнольдса из Enter Shikari) | 3:31         |
| 4.                  | «Eye to Eye»                                                                       | 3:53         |
| 5.                  | «Nervous» (при участии Саймона Нила из Biffy Clyro)                                | 4:06         |
| 6.                  | «Pyai»                                                                             | 1:54         |
| 7.                  | «Know Your Worth (Somebody)»                                                       | 4:37         |
| 8.                  | «No Defeat for the Brave» (при участии Дерика Уибли из Sum 41)                     | 4:12         |
| 9.                  | «The Enemy Is the Inner Me»                                                        | 3:09         |
| 10.                 | «Division Street»                                                                  | 3:34         |
| 11.                 | «Sleeps Society»                                                                   | 3:19         |
| 12.                 | «Fakers Plague»                                                                    | 5:53         |
| 13.                 | «The Long Way Home»                                                                | 4:46         |
| 14.                 | «You Are All You Need» (акустическая версия)                                       | 4:40         |
| 15.                 | «Call of the Void» (при участии Sleeps Society)                                    | 4:11         |
| 16.                 | «The End»                                                                          | 7:03         |
| Общая длительность: | Общая длительность:                                                                | 67:18        |

Примечания
- Все названия треков стилизованы под заглавные буквы. «The End» стилизовано как «DN3 3HT».

## Участники записи
По данным Discogs.
- Лоуренс «Лоз» Тейлор — вокал
- Шон Лонг — лид-гитара, бэк-вокал
- Мэт Уэлш — ритм-гитара, вокал, фортепиано
- Ааран Маккензи — бас-гитара, бэк-вокал
- Адам «Сэв» Сэвидж — ударные, перкуссия

## Чарты
| Чарт (2021)                                   | Высшая позиция |
| --------------------------------------------- | -------------- |
| Австрия (Ö3 Austria)                          | 11             |
| Бельгия/Фландрия (Ultratop)                   | 131            |
| Великобритания (UK Albums Chart)              | 59             |
| Великобритания (UK Rock & Metal Albums Chart) | 7              |
| Германия (Offizielle Top 100)                 | 13             |
| Швейцария (Schweizer Hitparade)               | 22             |
| Шотландия (Scottish Albums Chart)             | 44             |